# Ensanche de Vitoria

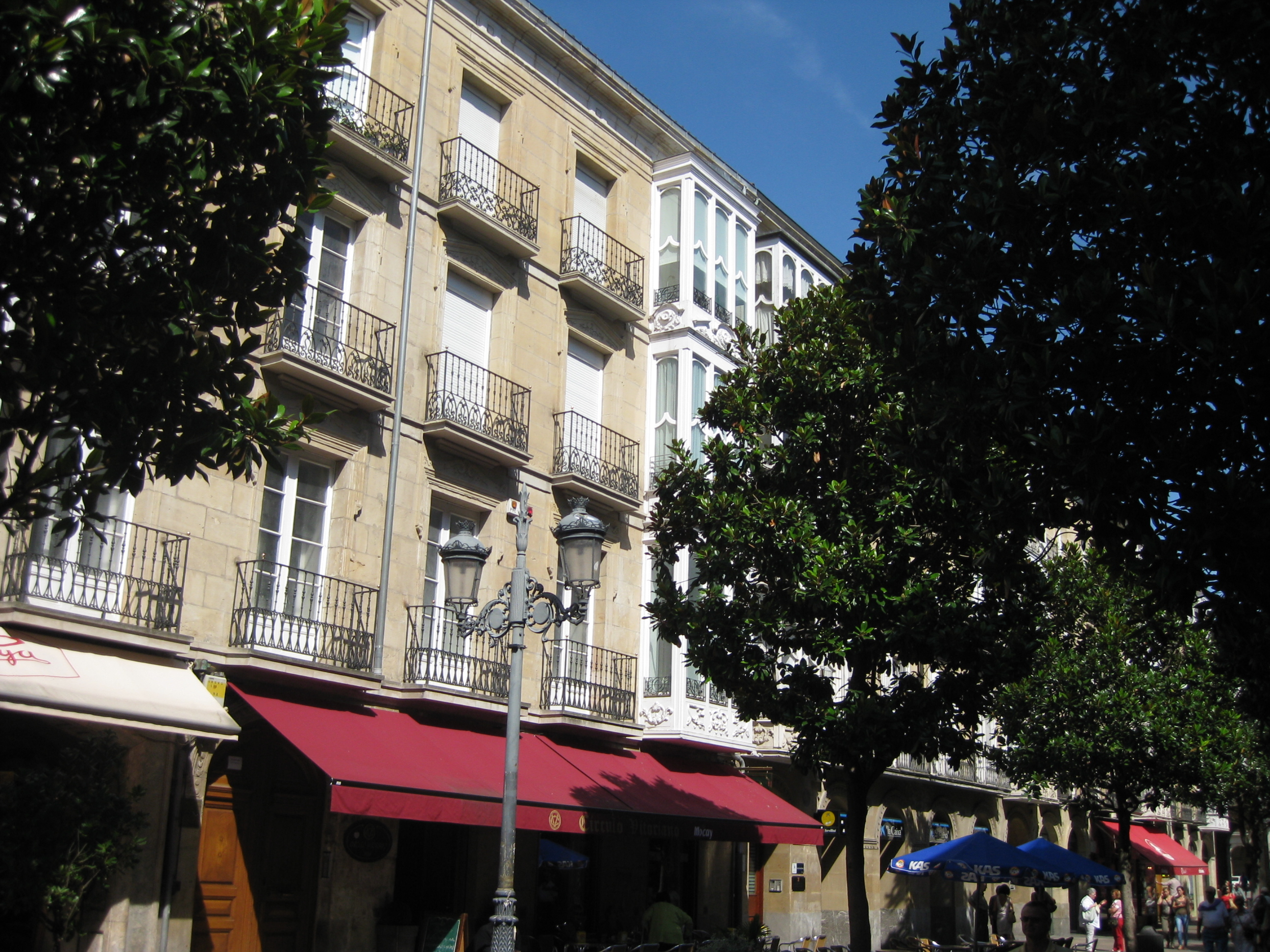
Calle Eduardo Dato.

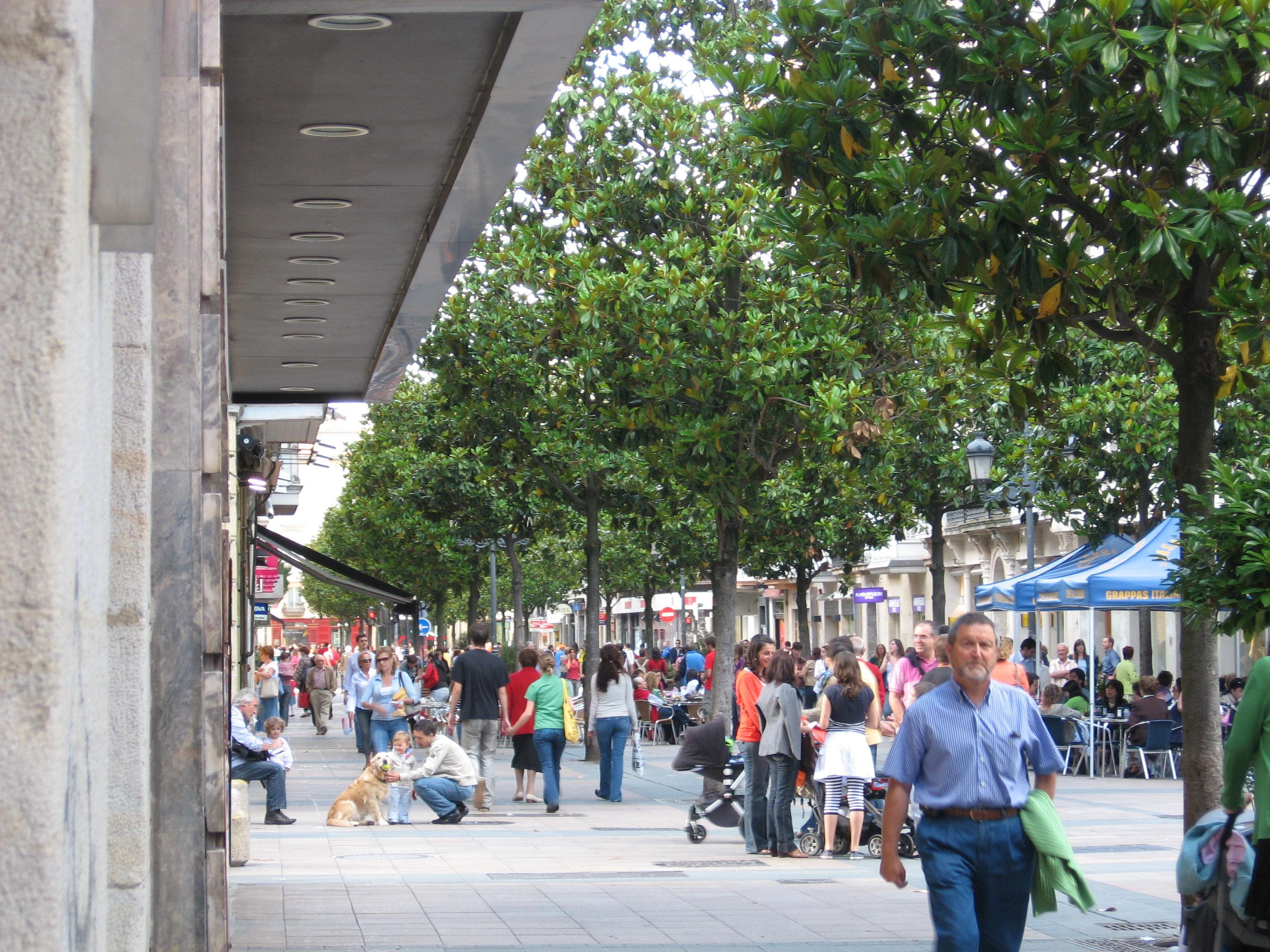
Cruce de las calles Dato y San Prudencio en pleno ensache.

El Ensanche (Zabalgunea en euskera) es uno de los barrios que componen la ciudad de Vitoria.
Es el barrio central y comercial de la ciudad habitado en gran parte por la clase alta y la clase media alta. Tiene una extensión aproximada de 55 hectáreas y se extiende al sur del Casco Antiguo. Actualmente tiene una población aproximada de 9.093 habitantes.
Antiguamente era el espacio extra-muros al sur de la ciudad que se utilizaba para la celebración de ferias y mercados. En 1781 se comenzó su urbanización con la construcción de la Plaza de España o Plaza Nueva, que se finalizaría diez años más tarde. Esta plaza de estilo neoclásico fue concebida como centro de celebraciones, fiestas, acontecimientos, mercados, etc; además de como sede del ayuntamiento. Se trata de un recinto cerrado y cuadrado con portales en arco de medio punto. Fue restaurada entre 1985 y 1986. El ensanche burgués se desarrolló entre la citada plaza y la estación del ferrocarril, tomando como eje principal la calle de Eduardo Dato llamada calle de la Estación en un principio. La arquitectura típica de esta zona se compone de edificios luminosos compuestos de grandes ventanales, elegantes balcones y numerosos miradores.

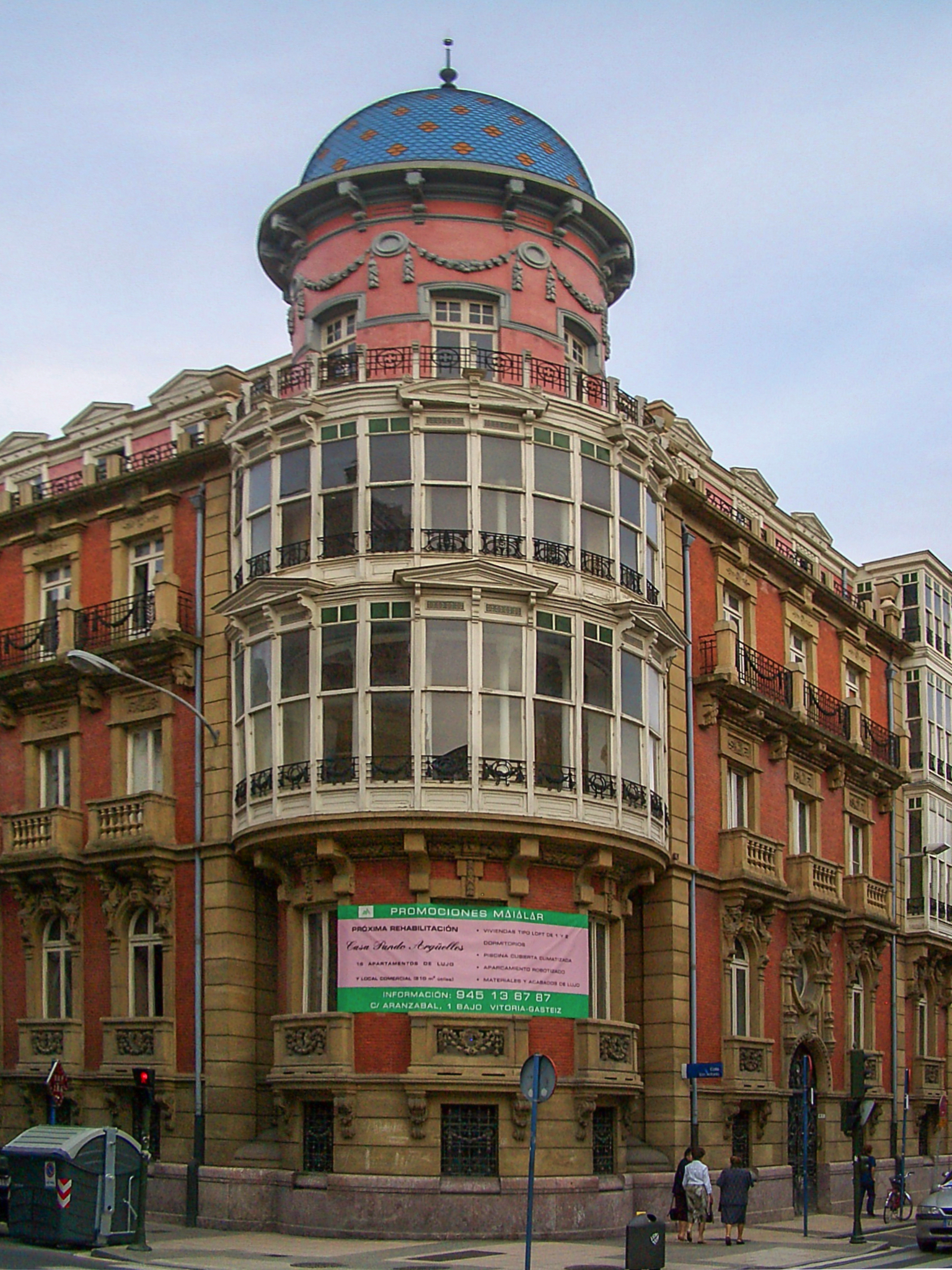
Casa Pando-Argüelles en el ensanche de Vitoria

Se trata del ensanche de la ciudad realizado durante el siglo XIX. Desde su construcción a lo largo del siglo XIX ha mantenido una alta valoración como lugar de residencia de las clases más acomodadas y adineradas de la ciudad sobre todo en las inmediaciones de la calle de Eduardo Dato tanto por la calidad de las viviendas como por los servicios que hacen de este barrio el corazón comercial de la ciudad. Se trata de un barrio elegante que cuenta con una importante riqueza artística, tanto por sus elegantes edificios como por las esculturas que adornan sus calles y plazas peatonales. 
Entre sus edificios más notorios se encuentran la Casa Pando-Argüelles, la Casa Fournier, el Teatro Principal, el Parlamento Vasco, el convento de San Antonio o la iglesia del Carmen mientras que entre las esculturas destacan "El Caminante" situada en la Plaza del Arca, "Reflexión" popularmente conocida como "El Torero" o "Monumento a los Fueros" de Eduardo Chillida.
Las calles y plazas principales del ensanche de Vitoria son: Calles de Eduardo Dato, Manuel Iradier, la Florida, San Prudencio, San Antonio, Becerro de Bengoa, Mateo de Moraza, General Álava, Ortiz de Zárate, Plaza de la Virgen Blanca, Plaza de España, Plaza del General Loma y Plaza de los Fueros.
También se sitúa en el ensanche de  Vitoria el Parque de la Florida, considerado como un verdadero jardín botánico. Con 35.000 metros cuadrados, fue diseñado en el siglo XIX según el estilo romántico imperante en la época, con riachuelos y bosquetes. En él pueden encontrarse extrañas y exóticas variedades botánicas procedentes de todas las partes del planeta con 95 especies de árboles y 79 de arbustos. Alberga el quiosco de música de la década de 1890 y las estatuas de cuatro reyes godos.
Se trata de un barrio muy bien comunicado por la red de transporte público de la ciudad siendo atravesado por las líneas L1,L3,L4,L5,L6 y L7 de autobús urbano y las líneas G1,G3,G4 y G5 de autobús nocturno.
Las líneas L1 y L2 del tranvía de Vitoria con la estación de Parlamento-Legebiltzarra en la Plaza del General Loma frente al Parlamento Vasco ofrecen conexión a los habitantes del barrio tanto con otros barrios céntricos como Desamparados, Lovaina, Coronación o Gazalbide como con otros más alejados como Txagorritxu, Lakua, Arriaga-Lakua o Abetxuko.
| línea | Nombre                      | Destino Sentido Ida | Destino Sentido Vuelta | Estaciones | Frecuencia                       |
| ----- | --------------------------- | ------------------- | ---------------------- | --- | -------------------------------- |
|       | Tranvía de Vitoria. Línea 1 | Angulema            | Ibaiondo               | Angulema, Parlamento, Lovaina, Sancho el Sabio, Europa, Honduras, Euskal Herria, Txagorritxu, Wellington, Lakuabizkarra, Landaberde e Ibaiondo.    | 15 minutos (7 en el ramal común) |
|       | Tranvía de Vitoria Línea 2. | Angulema            | Abetxuko               | Angulema, Parlamento, Lovaina, Sancho el Sabio, Europa, Honduras, Intermodal, Portal de Foronda, Gernikako Arbola, Arriaga, Artapadura y Abetxuko. | 15 minutos (7 en el ramal común) |